# Cochliopalpus catherina
Cochliopalpus catherina là một loài bọ cánh cứng trong họ Cerambycidae.